# オオハキリバチ
オオハキリバチ Megachile sculpturalis はハキリバチ科に属する大型のハナバチ。巣を松脂で作る習性を持つ。

## 特徴
大型のハナバチで、体長は雌で20-25mm、雄では13-20mm。全身が黒く、胸部と腹部第1節の背板に黄褐色か赤褐色の毛を密生する。翅の基部は黄褐色で、先端に向かって次第に黒くなり、紫紺の光沢を持つ。翅脈は黒い。頭部には黒くて短い毛が多い。腹部の2節以降にも黒い短毛があり、特に側面と尾端に多い。歩脚には黄褐色の短毛が多く、後脚内側の毛は黒い。雄では頭部に黄褐色の短毛があり、また腹部末端は丸い。

## 習性
雄成虫は6-8月、雌成虫は8-10月に出現する。ハキリバチ類は植物の葉を切り取り、それを使って巣を作ることからこの名があるが、本種は葉ではなく松脂を使う。
ハギ類、クズ、アオギリ、カラスザンショウ、トウネズミモチなどが訪花植物としてあげられる。主たる花資源植物はクズで、この花から花粉と蜜を集め、花粉団子として幼虫の餌とする。幼虫のための巣は、竹筒など、既存の筒状の構造を利用して作る。管の奥から集めてきた松脂で壁を作り、そこに花粉団子を詰め込み、一定量に達するとその上に産卵し、松脂で壁を作って封じる。そうやって出来た新たな松脂の壁の上に、新しい花粉団子を詰め、産卵しては松脂で封をするので、管は一定間隔で仕切られた部屋が数珠繋ぎになった状態になり、奥のものほど古い部屋である。最後に管の入り口に封をするが、この封だけは土が使われる。

## 分布
日本では北海道から奄美大島にかけて広く知られる。沖縄や八重山からの報告もあるが、後述の種との関係もあり、再検討が必要とのこと。国外では中国、朝鮮、台湾に分布する。ただしアメリカ東部やヨーロッパ南部に移入種として侵入、分布を拡大しつつある。

## 類似種
よく似たものにズグロハキリバチ M. monticola がある。外形や色彩等はよく似ているが、本種よりやや大きく（雌で体長22-27mm）、腹部の点刻がより細かいことなどで区別出来る。また、分布は奄美以南の琉球列島で、日本本土では混同のしようはない。
ちなみにズグロハキリバチはハキリバチ類では日本最大の種であり、本種はほぼその大きさに迫る。安松他(1965)では本種をもって『本邦産最大のハキリバチ』としているが、この種を含めているのかも知れない。
なお、分類的には近くないが、キムネクマバチとは大型で黒い胴体と黒い翅、それに黄色の毛を密生する胸部という点で共通である。ただし本種の方が体形が細長い。

## 利害
大型のハチであり、よく目立つので怖がられることがある。特に8-10月に、雌が羽化する直前の巣の周囲に雄バチが集まり、時に数十頭が高い羽音を立てて群飛することがあり、恐れられる。ただし、人を襲ったりはしない。
毒針を持っているから刺せば有毒である。梅谷編(1994)では有毒としながらも、危険なハチ類の例には取り上げていない。ただし、ごく希に重篤な症状を引き起こすことが知られており、60才男性で右手背を本種に刺され、腫れ上がり水疱を生じ、10日で右手が壊疽し、最終的に右手切断に至った例が知られる。ここまで重篤かつ長期に渡る例は蜂刺症全体を見ても例がないという。